# Mostaccino
Mostaccino (pronúncia italiana: [mostatˈʧino], chamado também mustasì em dialeto local) é um pequeno biscoito picante feito em Crema, na região da Lombardia (Itália), normalmente feito de noz-moscada, canela, cravo, macis, coentro, anis estrela, pimenta-do-reino e cacau.

## Història
Esse biscoito apimentado já era conhecido na culinária do século XVII. Na antiguidade, seu uso se estendeu por toda a Lombardia, embora depois seu consumo tenha se reduzido à cidade de Crema e seus arredores. O mostaccino é um ingrediente basilar pela preparação dos tortelli cremaschi

## Bibliografía
- Naponi, Alberto (2014). Rizzoli, ed. La poesia é un risotto all'acciuga. Il mio viaggio nelle meraviglie della cucina e della vita. ISBN 88-586-7327-1.
- De Cesare, Vincenzo (24 de maio de 2007). Tradizione alimentare e território: l’esempio del cremasco. Tese de formadura (Universidade de Milão).